# Дезінтеграція постійності пам'яті
«Дезінтегра́ція пості́йності па́м'яті» — картина іспанського художника Сальвадора Далі, написана у 1952—1954 роках.

## Історія створення
Захоплення новими ідеями теорії відносності підштовхнули Далі до повернення до «Постійності пам'яті» 1931 року. В «Дезінтеграції постійності пам'яті», над якою він працював у 1952—1954 роках, Далі зобразив свої м'які годинники під рівнем моря, де каміння, що схоже на цеглини, тягнеться у перспективу. Сама пам'ять розкладалась, оскільки час більш не існував в тому значенні, якого надавав йому Далі.